# Гамалама
Гамалама (индон. Gunung Gamalama) — действующий вулкан, расположенный на острове Тернате. Входит в провинцию Северное Малуку, Индонезия. Другие названия вулкана: Арфат, Афурат, Тернате. Находится к западу от острова Хальмахера.
Гамалама является комплексным стратовулканом, который сформировался в результате объединения 3 вулканических конусов. Рядом с вулканом находятся маары, которые возникли в результате произошедшего извержения в 1775 г. Тогда жертвами стихии стал 141 человек. С начала XVI века вулкан извергался более 80 раз. Извержения вулкана как правило происходили из вершинных кратеров вулкана. Вулкан окружают вулканические блоки до 6 метров в диаметре, которые были выброшены на поверхность в результате выброса вулканических бомб. C острова Тернате постоянно время от времени происходит эвакуация местного населения из-за активности вулкана. Последний раз вулкан активно проявлял свою деятельность с июля по сентябрь 2003 года в виде эксплозивного извержения. Очередные незначительные всплески вулкана дали о себе знать 16 сентября 2012 года. Тогда из вершинного кратера выходил белый дым на высоту 300 м, его шлейф направлялся на юг и юго-восток. К октябрю активность вулкана стихла. В настоящий период вулкан спокоен.